# Bataille de Vire
Chouannerie normande
La bataille de Vire se déroula lors de la Chouannerie, à la fin du XVIIIe siècle, en France. Elle vit l'attaque de la ville de Vire par les Chouans.